# コンクラン
コンクラン（モンゴル語: Qunquran, ? - ?）は、ジョチの息子オルダの第4子で、ジョチ・ウルスの王族の一人。父のオルダの死後、オルダ・ウルス（ジョチ・ウルスの左翼部）の第2代当主となった。

## 概要
コンクランはオルダ・ウルスの創始者オルダの四男として生まれた。『集史』「ジョチ・ハン紀」第1部コンクランの條には「オルダの後、彼の国を治めた。男の子を持たない」とのみ記され、オルダの後を継いでオルダ・ウルス当主となったことはわかるものの、どのような治世であったかについては全く記録がない。
コンクラン在世中のオルダ・ウルスにとって最大の事件は、コンクランの兄のクリの西アジア遠征軍への従軍と、その死であった。1251年に、ジョチ・ウルス当主バトゥの後援によってトゥルイ家のモンケが第4代皇帝（カアン）となると、その次弟クビライを総司令とする東アジア遠征軍と、三弟フレグを総司令とする西アジア遠征軍の派遣が決定された。この時、クリはジョチ・ウルスの右翼ウルスを代表するトタル、中央ウルスを代表するバラガイとともに、左翼ウルス（＝オルダ・ウルス）代表としてフレグの遠征軍に加わった。しかし、モンケの急死によってフレグが「イランの地」で自立を果たすと、トタル、バラガイらは立て続けに処刑され、クリの子ミンガンは幽閉された（クリはこれ以前に死去していたとみられる）。クリらフレグ遠征軍に従軍したジョチ家王族の相継ぐ死去は、ジョチ・ウルスとフレグ・ウルスの軍事的対立の直接的な切っ掛けとなった。
コンクランの死亡時期とその後継者についても不明な点が多いが、断片的な記述からコンクランの弟の息子テムル・ブカが後を継いだと考えられている。

## オルダ王家
- ジョチ太子(Jöči ＞朮赤/zhúchì,جوچى خان/jūchī khān)
  - 1オルダ(Orda ＞斡魯朶/wòlǔduǒ,اورده/ūrda)
    - サルタクタイ(Sartaqtai ＞سرتاقتای/sartāqtāī)
      - 4トゥルク・カーン/諸王コニチ(Qoniči ＞火你赤/huŏnǐchì,قونیچى/qūnīchī)
        - 5バヤン(Bayan ＞伯顔/bǎiyán,بایان/bāyān)
          - 7?サシ・ブカ(Sasi buqa ＞ساسی بوقا/sāsī būqā)

        - バシュクルタイ(Bašγirtay ＞باشقرتى/bāšqirtay)
        - チャガン・ブカ(Čaγan Buqa ＞چغان بوقا/chaghān būqā)
        - マトダイ(Matudai ＞ماتوداى/mātūdāy)

    - クリ(Quli ＞قولی/qūlī)
      - トゥムケン(Tümken ＞تومكان/tūmakān)
      - トゥメン(Tümen ＞تومان/tūmān)
      - ミンガン(Mingγan ＞مینكقان/mīnkqān)
      - アヤチ(Ayači ＞ایاچی/ayāchī)
      - ムサルマーン(Musulman ＞مسلمان/musalmān)

    - クルムシ/クレムサ(Qurmši ＞قورمشی/qūrmshī,Куремса)
    - 2コンクラン(Qunquran ＞قونگقیران/qūnggīrān)
    - チョルマカイ(Čurmaqai ＞چورماقای/chūrmāqāī)
    - クトクイ(Qutuqui ＞قوتوقوی/qūtūqūī)
    - フレグ(Hülegü ＞هولاگو/hūlāgū)
      - 3テムル・ブカ(Temür buqa ＞تیمور بوقا/tīmūr būqā)
        - 6クペレク(Köbeleg ＞كوبلك/kūbalak)

## 歴代オルダ・ウルス当主
1. オルダ
2. コンクラン
3. テムル・ブカ
4. コニチ
5. バヤン